# Torkel
Torkel  è un nome proprio di persona svedese maschile.

## Varianti in altre lingue
- Norreno: Þórketill
- Norvegese: Thorkel, Thorkell, Torkel
- Scozzese: Torcuil[1]
  - Forme anglicizzate: Torquil[1]

## Origine e diffusione
Continua il nome norreno Þórketill che, essendo composto dal nome del dio Thor e dal termine ketill ("calderone", da cui anche Kjetil e Eskil), significa "calderone di Thor".

## Onomastico
Il nome è adespota, cioè non è portato da alcun santo, quindi l'onomastico ricade il 1º novembre, per la festività di Ognissanti.

## Persone
- Torkel Knutsson, capo del Regno di Svezia
- Torkel Trædal, calciatore norvegese

### Varianti
- Thorkel di Namdalen, jarl norvegese
- Thorkell l'Alto, militare norvegese

## Il nome nelle arti
- Torkel è un personaggio del film del 2003 Martin e Julia, diretto da Ella Lemhagen.
- Torquil LeBone è un personaggio della serie televisiva Jinx - Fornelli e magie.